# Myriam Dahman
Myriam Dahman, née en 1986, est une autrice belge et marocaine de livres pour la jeunesse. Elle écrit des albums, romans jeunesses et BD, souvent inspirés de l’univers des contes.

## Biographie
Myriam Dahman est née en 1986 à Salé, au Maroc, d’une mère belge et d’un père marocain. Elle étudie en France à l’EM LYON et à la Sorbonne Nouvelle. En parallèle de l'écriture, elle travaille à l’Agence française de Développement sur des sujets en liens avec le climat et le développement durable,.
Si la majorité de ses publications sont en France, elle publie également des ouvrages en Angleterre. En 2020, parait « The Wolf’s Secret » un album en anglais, co-écrit avec Nicolas Digard et illustré par Julia Sardà, chez Orchard Books du groupe Hachette,. Il obtient le prix Children Book of the Year 2020 des libraries Foyles. Les auteurs le traduisent en français aux éditions Gallimard Jeunesse, sous le titre « Le Talisman du Loup ».
En 2021, elle publie son premier ouvrage de non-fiction sur le climat aux éditions Glénat: « 10 idées reçues sur le climat », co-écrit avec Charlotte-Fleur Cristofari et illustré par Maurèen Poignonnec.
Elle est lauréate d'une bourse de création du Centre National du Livre en 2021 pour sa bande dessinée Le Roi Ensommeillé, fortement inspirée de l’univers des contes, qui paraît en 2023.
Elle fait partie de l'association la Charte des auteurs et illustrateurs jeunesse qui vise à promouvoir la littérature jeunesse, pour laquelle elle contribue à l’écriture du guide sur l’écologie du livre « Mes livres mettent-ils la planète en danger ? ».

## Prix et distinctions
- « Foyles Children Book of the year » 2020 pour The Wolf’s Secret[6]
- Prix Livreaddict 2021, catégorie Album, pour Le Talisman du Loup[11]
- 2021 English 4-11 Picture Book Awards – Fiction 7-11 pour The Wolf’s Secret[12]
- Prix Mouans Sartoux du livre engagé pour la planète 2022 Catégorie BD, pour 10 idées reçues sur le climat[13]
- PRIX BD JEUNESSE, 37è Salon du livre et de la BD de Creil[14] pour Le Roi Ensommeillé

## Œuvre

### Albums

#### En anglais
- The Wolf’s Secret, co-écrit avec Nicolas Digard (ill. Julia Sarda) Hachette Kids, (trad. de l'anglais par les auteurs : Le Talisman du Loup, Gallimard Jeunesse), 2020
- Leina and the Lors of the Toadstools, co-écrit avec Nicolas Digard (ill. Julia Sarda) Hachette Kids, (trad. de l'anglais par les auteurs : Leina et le seigneur des amanites, Gallimard Jeunesse), 2022

#### En français
- Ma maison a le hoquet (ill. Eglantine Ceulemans), Magnard, 2016 – adapté à la télévision dans la Saison 2 de l’émission Yétili
- Le barbare en collants jaunes, (ill. Maurèen Poignonec), Gautier-Languereau, 2018
- Contes philosophiques racontés par mon chat, co-écrit avec Aurélie Palach, (ill. Marion Piffaretti), FLEURUS, 2020.
- La magicienne, (ill. Clément Lefèvre), Glenat jeunesse, 2021.

- La fille des quatre vents, (ill. Paul Echegoyen), Glenat jeunesse,, 2023
- Naomi et le gnome des forêts, (ill. Amélie Videlo), Glenat jeunesse, 2024.

### Documentaire
- 10 idées reçues sur le climat – et comment les mettre KO pour agir maintenant, Documentaire illustré, co-écrit avec Charlotte-Fleur Cristofari, (ill. Maurèen Poignonec), Glenat jeunesse,, 2021.

### Romans Juniors
- Tout pour devenir une sorcière, petit guide à l’usage des princesses qui s’ennuient, (ill. Maurèen Poignonec), éditions Talents Hauts, 2019

### Bande dessinée
- Le roi ensommeillé, illustrations Clément Lefèvre, éditions Oxymore, Collection Métamorphose, 2023.